# Teratophthalma
Genre
Teratophthalma est un genre d'insectes lépidoptères de la famille des Riodinidae.

## Dénomination
Le nom Teratophthalma leur a été donné par Hans Ferdinand Emil Julius Stichel en 1909.
Ils résident sur la côte nord-est de l'Amérique du sud.

## Liste des espèces
- Teratophthalma axilla (Druce, 1904)
- Teratophthalma bacche (Seitz, 1916)
- Teratophthalma maenades (Hewitson, 1858)
- Teratophthalma monochroma Stichel, 1910
- Teratophthalma phelina (C. & R. Felder, 1862)

### Source
- Teratophthalma sur funet